# سعفة
السعفة (بالإنجليزية: tinea)‏ تسمية تطلق على أمراض الفطارات الجلدية Dermatophytoses
ومنها :
1. سعفة الرأس
2. سعفة الوجه
3. سعفة الذقن
4. سعفة الجسد
5. سعفة اليد
6. السعفة الأربية
7. سعفة القدم
8. سعفة الأظفار
9. الطفحات الطفرية

## الفطريات المسببة[3][4]
هي ثلاثة أنواع:
- فطر الشعروية Trichophyton
- فطر البويغاء Microsporum
- فطر البشروية Epidermophyton